# Fort Ann (kommun)
Fort Ann  är en kommun i Washington County, New York.
Kommunen hade 6 417 invånare vid folkräkningen 2000. Inom kommunen ligger tätorten Fort Ann.